# Château du Grand-Ringelstein
Le château du Grand-Ringelstein (ou Château Ringelsbourg) est situé sur la commune de Oberhaslach (Bas-Rhin).
Il fait l’objet d’un classement au titre des monuments historiques depuis décembre 1898.
Datant du début du XIIIe siècle, il s'est constitué autour de plusieurs rochers de grès à une altitude de 644m. Sur le sommet des rochers ne subsistent que de faibles vestiges de bâtiments, dont les restes d'un donjon pentagonal, placé au nord, du côté le plus accessible. Par contre, l'enceinte polygonale qui entoure le groupe de rochers est encore bien conservée, en particulier du côté du sud-ouest, où l'on peut observer plusieurs petites ouvertures en plein cintre. Propriété des Eguisheim, le lieu est cité dès le milieu du XIIe siècle. Après l'extinction de la famille, il passe à l'évêque de Strasbourg. Repaire de chevaliers brigands, il est détruit en 1470.